# Юсковка
Юсковка — упразднённое село в Табунском районе Алтайского края. Находилось на территории Серебропольского сельсовета. Ликвидировано в 1960-е г.

## География
Располагалось у озера Кулундинское.

## История
Основано в 1910 году. В 1928 г. посёлок Юсковцы состоял из 71 хозяйства. В составе Ромнинского сельсовета Славгородского района Славгородского округа Сибирского края.

## Население
В 1928 году в посёлке проживало 349 человек (179 мужчин и 170 женщин), основное население — украинцы.